# Stig Almqvist

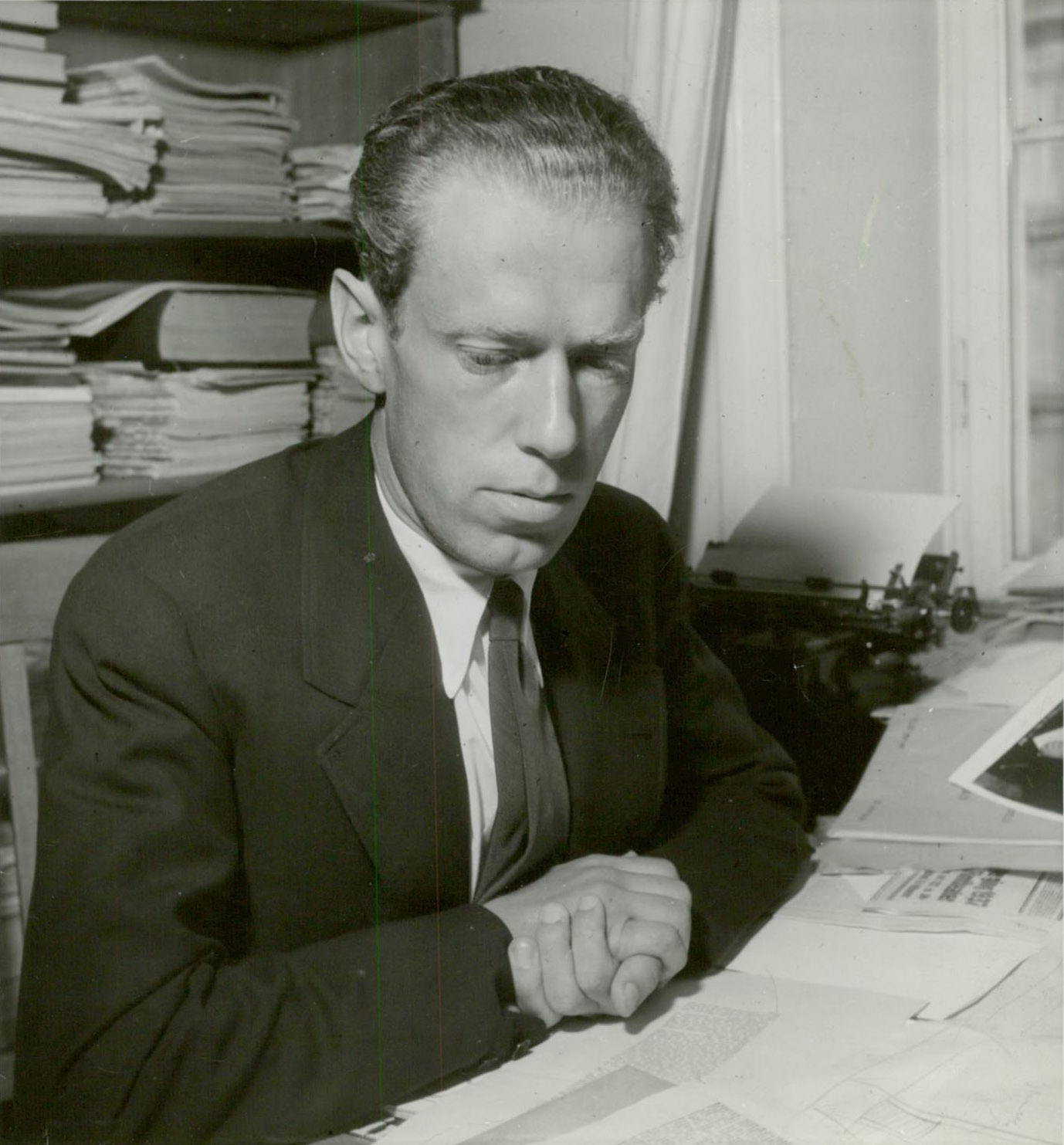
Stig Almqvist, 1938.

Stig Nils Herman Almqvist, född 8 juli 1904 i Växjö, död 21 juni 1967 i Stockholm, var en svensk filmkritiker. Han var filmkritiker i Vecko-Journalen 1931–1940 och i Aftontidningen från 1942. 
Stig Almqvist var även medarbetare i några filmer. Tillsammans med författarna Erik Asklund, Eyvind Johnson och Artur Lundkvist gjorde han 1931 kortfilmen Gamla stan. Han var en av manusförfattarna till filmen Barbacka (1946) samt redigerare av dokumentärfilmen Diktatorerna (1961).